# Ulises Francisco Espaillat

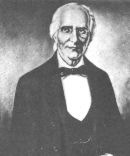
Ulises Francisco Espaillat

Ulises Francisco Espaillat Quiñones (* 9. Februar 1823 in Santiago de los Caballeros; † 25. April 1878 ebenda) war ein dominikanischer Politiker und Präsident der Dominikanischen Republik.

## Leben

### Ausbildung, Beruf und Beginn der politischen Laufbahn
Espaillat erhielt trotz der eingeschränkten Schulmöglichkeiten des noch unter haitianischer Besatzung regierten Landes Unterricht in Englisch, Französisch, Musik, Mathematik sowie anderen Fächern. Nach einem Medizinstudium bei einem Onkel begründete er Anfang der 1840er Jahre eine "Botica" (Apotheke). Später war er auch Zollinspektor von Puerto Plata.
Nach der Unabhängigkeit der Dominikanischen Republik von Haiti am 27. Februar 1844 begann er 1848 mit der Wahl zum Abgeordneten der Versammlung der Provinz Santiago seine bis zu seinem Tode andauernde politische Laufbahn. 1849 gehörte er zu den Unterstützern von Pedro Santana gegen Präsident Manuel Jiménez, da er dessen Armeepolitik in Bezug auf eine befürchtete Invasion durch Haiti ablehnte. 1854 gehörte er als Abgeordneter dem Kongress zur Überarbeitung der Verfassung (Congreso Revisor de la Constitución) an, wo er Mitglied der Redaktionskommission für die Grundrechte war.
Anfang Juli 1857 gehörte er zu den wesentlichen Unterstützern eines Aufstands in der Region Cibao gegen die Regierung von Präsident Buenaventura Báez, der insbesondere Korruption vorgeworfen wurde. Espaillat gehörte dabei zu den Mitunterzeichnern eines Dekrets des Präsidenten der Provisorischen Revolutionsregierung José Desiderio Valverde, das die Beschlagnahme des von Báez illegal erworbenen Besitzes und die anschließende Verstaatlichung vorsah. Die Rebellion gegen Báez zog sich über mehrere Monate hin und mündete schließlich in der Einberufung des Verfassungsgebenden Kongresses von Moca, wo Espaillat einflussreicher Vertreter seiner Geburtsstadt Santiago de los Caballeros war. Allerdings kam es bald darauf zu Unstimmigkeiten der maßgeblichen Politiker der Revolution, die letztlich dazu führten, dass er für mehrere Monate ins Exil in die USA gehen musste. Nach seiner Rückkehr lebte er zunächst in Santo Domingo und danach wieder in Santiago de los Caballeros.

### Annexion durch Spanien und Restaurationskrieg
Gezwungen durch die Ereignisse des Jahres 1861 gehörte er zu den Unterzeichnern des Annexionsaktes mit Spanien. Bereit 1863 suchte er jedoch den Kontakt mit den patriotischen Vertretern der restauratorischen Bewegung (Restauradores) im Nordosten des Landes. Dies führte dazu, dass er von den spanischen Behörden verhaftet und zu einer zehnjährigen Landesverweisung (Expatriation) verurteilt wurde. Die Begnadigung erfolgte erst später nach der Restauration.
Noch im August 1863 begann der zweite und letzte Abschnitt des Restaurationskrieges, der im September 1863 zur Einsetzung einer Provisorischen Revolutionsregierung unter José Antonio Salcedo und später unter Gaspar Polanco führte. In dieser Zeit wurde er zum Intellektuellen dieser patriotischen Regierungen und zum Verfasser der grundlegenden Dokumente wie Darlegungen, Resolutionen oder Dekrete. Zugleich war er Herausgeber des Bulletins der Regierung sowie trotz eingeschränkter Mittel Organisator eines einfachen bürokratischen Apparates. In einem Brief wandte er sich dabei auch an den spanischen Erzbischof Monzón, um diesem die Empfindungen über die spanische Besatzungsmacht zu schildern. In Abwesenheit von Präsident Salcedo war er zudem dessen Vertreter bei der Organisation des Krieges gegen die Besatzungsmacht.
1864 empfing er den Gründer der Unabhängigkeitsbewegung La Trinitaria, Pablo Duarte, nach dessen kurzzeitigem Rücktritt aus dem Exil in Venezuela und pflegte zu diesem wie auch zu einem anderen Mitbegründer der Bewegung, dem damaligen Vizepräsidenten und Kriegsminister Ramon Mella, hervorragende Beziehungen. Duarte wurde jedoch bald darauf von Präsident Salcedo wieder zum Verlassen des Landes gezwungen. Nach dem Tode von Mella im Juni 1864 übernahm er als dessen Nachfolger das Amt des Vizepräsidenten, trat jedoch bald darauf zurück.
Im Oktober 1864 wurde er unter dem neuen Präsidenten Polanco wiederum Vizepräsident und behielt dieses Amt bis zum Sturz von Polanco im Januar 1865 durch Antonio Pimentel, Federico de Jesús García und Benito Monción. Von Pimentel, dem maßgeblichen Führer der Bewegung gegen Polanco, wurde er am 21. Januar 1865 zunächst in der Festung San Luís festgesetzt und später auf die Halbinsel Samaná verbannt.
Nach dem Ende der spanischen Besatzung und der Restauration der Zweiten Republik übernahm er jedoch wieder seine alte Rolle als Ideologe der kleinen liberalen Bourgeoisie ein und war als solcher Verfasser zahlreicher Artikel und Aufsätze zur Entwicklung der jungen Republik. In seinem Artikel "A nuestros amigos de los campos" ("An unsere Freunde auf den Feldern") forderte er jedoch auch die Landbevölkerung zur Teilnahme am politischen Leben auf. Daneben forderte er in seinen Aufsätzen die Errichtung von so genannten Normalschulen (Escuela Normal), um durch eine allgemeine Schulausbildung zum Fortschritt des Landes beizutragen.

### Inhaftierung unter Báez und Präsident 1876
Während der erneuten Präsidentschaft von Báez und der gegen diesen sechs Jahre lang geführten Rebellion, der so genannten Guerra de los Seis Años (1868 bis 1874), wurde er angeklagt und zu einer mehrjährigen Haftstrafe verurteilt. Erst nach dem Sturz von Báez am 31. Dezember 1873 wurde er entlassen und konnte nach Santiago de los Caballeros zurückkehren.
Bald darauf erhielt er wieder seinen alten Einfluss zurück. So kam es, dass die Bevölkerung der Hauptstadt Santo Domingo ihn mit Unterstützung durch Gregorio Luperón um eine Kandidatur zur Präsidentschaftswahl bat, die er im März 1876 annahm, nachdem ihn auch Bevölkerungsgruppen aus allen anderen Landesteilen darum ersucht hatten.
Am 15. April 1876 erklärte ihn die Legislativversammlung (Cámara Legislativa) mit einer Stimmenanzahl von 24.329 Wählern zum Sieger der Präsidentschaftswahlen. Danach folgen Gregorio Luperón (559 Stimmen) und Manuel María Gautier (452 Stimmen) sowie Juan Wanceslao Figueroa (254 Wählerstimmen). Nach der Wahl begab er sich von seiner Geburtsstadt aus in die Hauptstadt und wurde dort am 27. April 1876, wie zuvor bereits in Moca, La Vega, San Francisco de Macorís und Cotuí, begeistert empfangen und am 29. April 1876 als Präsident der Dominikanischen Republik vereidigt.
Während seiner Amtszeit kam es zu einer allerdings fehlgeschlagenen Kampagne gegen den bei der Landbevölkerung weit verbreiteten Tanz Merengue. Bereits am 5. Oktober 1876 wurde er mit seiner patriotischen, progressiven und demokratischen Regierung jedoch gestürzt und durch eine siebenköpfige Oberste Regierungsjunta (Junta Gubernativa) ersetzt, ehe am 11. November sein Vorgänger Ignacio María González die Präsidentschaft wieder übernahm.
Anschließend zog er sich aus dem politischen Leben in seine Heimatstadt Santiago de los Caballeros zurück, wo er knapp achtzehn Monate später verstarb.

### Ehrungen und Familie
Sein Leichnam ist im Nationalen Pantheon von Santo Domingo beigesetzt. Ihm zu Ehren wurde später die Provinz Espaillat benannt ebenso wie die Universidad Ulises Francisco Espaillat.
Seine Urenkelin María Matilde Pastoriza Espaillat war mit dem späteren Präsidenten Héctor García Godoy verheiratet.